# Saladin
Saladin (kurdsko Selaheddînê Ejûbî, arabsko صلاح الدين يوسف ابن ايوب - Salah ad-Din Jusuf ibn Ajub), muslimanski vojskovodja in sultan kurdskega rodu, * 1137 ali 1138, Tikrit (današnji Irak), † 3. marec 1193, Damask (današnja Sirija).
Salah ad-Din je častni naziv in pomeni Pravičnost vere oziroma Luč vere. Ustanovil je Ajubidsko dinastijo, ki je vladala Egiptu in Siriji, najbolj znan pa je kot poveljnik muslimanov v križarskih vojnah, kjer se je izkazal kot izredno hraber in sposoben voditelj, milosten in viteški do svojih krščanskih nasprotnikov, ki so se v bitkah izkazali za mnogo krutejše od muslimanov. 

## Mladost in vzpon na oblast
Rodil se je v kurdski družini v Tikritu ob Tigrisu. Izobraževal se je v Damasku. Njegov oče, Najm ad-Din Ajub, je bil guverner Baalbeka. Čeprav Saladin sprva ni stremel k vojaški karieri, je po ukazu vladarja Damaska Nur ad-Dina leta 1163 spremljal svojega strica, Nur ad-Dinovega poročnika, Širkuha na vojnem pohodu proti frakciji egiptovskega Fatimidskega kalifata.
Po zmagi nad frakcijskimi silami in stričevi smrti v letu 1169 je Saladin dobil vrhovno poveljstvo nad Egiptom, najprej kot vezir. V Egiptu je nasledil težak položaj obrambe dežele pred vdori latinskega Jeruzalemskega kraljestva pod vodstvom Amalrika I. Sprva je bila njegova vloga skoraj nična in nihče ni pričakoval, da bo dolgo ostal v Egiptu, kjer so se zaradi bojev za oblast neprestano menjavali kalifi in vezirji. Kot vodja tuje vojske iz Sirije tudi ni imel nadzora nad šiitsko egiptovsko vojsko, ki jo je vodil v imenu, sicer sedaj nemočnega, zadnjega fatimidskega kalifa al-Adida.
Po al-Adidovi smrti septembra 1171 je Saladin nagovoril imame, naj ob petkovih molitvah razglasijo Al-Mustadija za abasidskega kalifa v Bagdadu. Sedaj je Saladin vladal celotnemu Egiptu, vendar uradno kot predstavnik Nur ad-Dina, ki je po dogovoru priznal abasidskega kalifa.
Saladin je vojaško in gospodarsko preuredil državo. Po očetovem predlogu se je modro vzdrževal sporov z gospodarjem. Preden je začel z resnejšimi vojaškimi posegi, najprej proti manjšim muslimanskim državam in kasneje proti križarjem, je raje počakal na Nur ad-Dinovo smrt.
Po Nur ad-Dinovi smrti maja 1174 je Saladin zavladal kot egiptovski in sirski sultan. Tu je objavil neodvisnost od seldžuške države, ustanovil ajubidsko dinastijo in ponovno vzpostavil sunitsko veroizpoved. Razširil je svoje ozemlje proti zahodu v Magreb. Ko je njegov stric odšel vzdolž Nila umirjati upor nekdanjih fatimidskih privržencev, je Saladin prodiral proti Rdečemu morju, da bi osvojil Jemen.

## Boji s križarji
Saladin se je dvakrat - leta 1171 in 1173 - umaknil od napadov na Jeruzalemsko kraljestvo, ki so mu tedaj vladali križarji. Te napade je začel Nur ad-Din, Saladin pa je upal, da bo križarsko kraljestvo ostalo nedotaknjeno in igralo vlogo vmesne države med Egiptom in Sirijo, vse dokler si ne bo lahko priboril oblasti tudi nad njo. Nur al-Din in Saladin sta se pripravljala na odprto vojno, vendar je Nur al-Dina prehitela smrt. Njegov naslednik, sin as-Salih Ismail al-Malik je bil tedaj šele enajstletni otrok pod zaščito evnuha Gumuštugina. As-Salih je umrl leta 1181.
Ko je Nur ad-Din umrl, se je Saladin takoj podal nad Damask in v mestu so ga sprejeli z dobrodošlico. Svoj vpliv v Siriji je okrepil s poroko z Nur ad-Dinovo vdovo. Kljub temu ni zavzel dveh drugih velikih mest, Alepa in Mosula, kjer je vladal Nur ad-Din. Oblast nad njima si je priboril šele v letih 1176 in 1186. Med obleganjem Alepa so ga asasini 22. maja 1176 skušali umoriti.
Ko je Saladin utrjeval svojo oblast v Siriji, je pustil Jeruzalemsko kraljestvo pri miru, čeprav je v bitkah s križarji navadno zmagoval. Izjema je bila bitka pri Montgisardu 25. novembra 1177. Tu so ga premagala združene sile Baldvina IV. Rejnalda Katiljonskega in Templjarjev. Le desetina njegove vojske se je vrnila v Egipt.
V letu 1178 je s križarskimi državami sklenil mir. V bistvu pa je le okreval od poraza in ponovno zbiral vojsko. Z napadi je začel leta 1179 in porazil križarje pri Plitvini Jakobovih hčera. Križarji so ga neprenehoma izzivali. Posebno Rejnald Katiljonski je s svojim ladjevjem oviral muslimansko trgovino in romanja na Rdečem morju, ki ga je Saladin potreboval prostega. Grožnja, da bo napadel sveti mesti Meko in Medino, pa je med muslimani Rejnaldu prinesla še grozovitejši sloves. V povračilo je Saladin med letoma 1183 in 1184 napadel grad Al-Karak, Rejnaldovo utrdbo v današnji Jordaniji. Zatem je Rejnald leta 1185 oropal karavano romarjev na hadžu (romanju v Meko) in Saladin je moral odgovoriti. 
Julija 1187 je z 200.000 vojaki napadel Jeruzalemsko kraljestvo. V bitki pri Hatinu, ki predstavlja točko preobrata križarskih vojn, je 4. julija uničil združeno križarsko vojsko kraljičinega moža Guya Lusignonskega in Rajmunda III. Križarska vojska je bila brez možnosti, saj se med drugim ni držala blizu vodnih virov. Tu je tudi ujel in obglavil Rejnalda in ujel Guya Lusignonskega, vendar mu je prizanesel. Jeruzalem je po 88 letih krščanske vladavine 2. oktobra 1187 spet prišel v muslimanske roke (glej obleganje Jeruzalema). Kmalu je zavzel tudi vsa ostala krščanska mesta, razen Tira, verjetno zato, ker je vedno znova dovoljeval kristjanom, da so po porazu pobegnili. Pravzaprav je v Tir pošiljal celo obrambo pred lastno vojsko. Tiru je tedaj poveljeval Konrad Monferraški. Konrad je utrdil obrambo Tira in se dvakrat uspešno ubranil pred Saladinom. Saladin je leta 1188 izpustil Guya Lusignonskega, da se je lahko vrnil k svoji ženi, vladajoči kraljici Sibili Jeruzalemski, sestri leta 1185 umrlega jeruzalemskega kralja Baldvina IV. Oba vladarja sta se lahko zatekla v Tir, vendar ju je Konrad zavrnil, saj Guya ni priznaval za kralja. Slednji je nato odšel branit pristaniško mesto Ako (glej obleganje Ake).
Bitka pri Hatinu in padec Jeruzalema sta sprožila tretjo križarsko vojno, za katero so sredstva zbrali v Angliji kot posebno »saladinsko desetino«. Ta vojna je kristjanom vrnila Ako, Saladinova vojska pa se je v bitki pri Arsufu 7. septembra 1191 srečala z angleškim kraljem Rihardom Levjesrčnim. V svojem odnosu sta bila obenem vojaška nasprotnika in vzajemno spoštljiva. Ko je bil Rihard ranjen, mu je Saladin celo ponudil svojega osebnega zdravnika. S tem mu je napravil pomembno uslugo, saj je bila muslimanska medicina tedaj bistveno naprednejša od evropske. Po Rihardovi izgubi konja pri Arsufu mu je Saladin poslal dva v nadomestilo. Razmišljala sta celo o pomiritvi s poroko Rihardove sestre Ivane Angleške s Saladinovim mlajšim bratom Al-Adilom I. in Jeruzalemom kot doto, vendar so ta pogajanja propadla zaradi verskih neskladij na obeh straneh. Nikdar pa se nista srečala iz oči v oči. 
Dogovor glede Jeruzalema sta sklenila v mirovni pogodbi, podpisani pri Ramli leta 1192, ki je določala, da bo Jeruzalem ostal v muslimanskih rokah, vendar bo odprt krščanskim romarjem. Pogodba je omejila krščansko ozemlje na obalni pas od Tira do Jaffe.
Kmalu po Rihardovem odhodu je Saladin umrl. Ko so odprli njegovo zakladnico, so presenečeni ugotovili, da v njej ni dovolj denarja niti za pogreb, saj je pred smrtjo svoje premoženje razdal pomoči potrebnim.
Pokopan je v Damasku v majhni in skromni grobnici, ki stoji v vrtu v neposredni bližini mošeje Omajadov. Zgradbo s kupolo so postavili v letu 1196. Leta 1898, ko je nemški cesar Viljem II. obiskal Damask, je bila v tako slabem stanju, da se je odločil za kritje stroškov prenove in okrasitve novega sarkofaga z belim marmorjem. Vendar Saladina niso pokopali vanj, tako da ima danes mavzolej dva sarkofaga: enega praznega iz marmorja in drugega lesenega, kjer ležijo Saladinovi posmrtni ostanki.

## Saladin v leposlovju, filmu in medijih
Saladin je poražene križarje pomilostil in jim omogočil prost odhod. Njegove lastnosti - milost, viteštvo ter velika vojaška moč - so v Evropi zbujale naklonjenost in spoštovanje. Tako ga je Dante Alighieri v Božanski komediji uvrstil med nekrščanske pravičnike.
Sirski filmski igralec Ghassan Massoud je upodobil Saladina v filmu Ridleyja Scotta Nebeško kraljestvo.
Saladin nastopa tudi v videoigrah, kot sta Age of Empires II. in Civilization IV.